# FROG (format)
Pour les articles homonymes, voir Frog.
FROG (acronyme de « Free Your Cognition » ) est un format standardisé pour les livres numériques accessibles aux lecteurs atteints de troubles DYS et en situations de handicap, co-créé par Marion Berthaut, fondatrice Mobidys et son associé Jérôme Terrien. C'est une extension du format ouvert Epub.

## Concept
Un livre numérique au format FROG intègre des outils visant à faciliter la lecture, paramétrables par le lecteur en fonction de ses besoins,.
L'aide à la lecture permise par le format FROG est un ensemble d'aménagements du texte comprenant notamment le changement de police, l'espacement des lettres, la mise en avant des syllabes par des colorisations distinctes, et le soutien audio. Des repères visuels et des regroupements de phrases par unités de sens contribuent aussi à l'aide au déchiffrage et à l'attention.
En novembre 2022, le Projet Biblius.ca annonce l'intégration dans son catalogue 2022-2023 de quinze livres FROG, pour améliorer l'accessibilité des livres numériques, dans la collection partagée du MEQ, pour les bibliothèques scolaires québécoises. Cette intégration sur le marché nord américain des livres FROG est possible grâce à Lireedoo, nom donné au Canada pour l'offre du format FROG aux bibliothèques numériques.

## Les différents soutiens

### Le décodage
Ces techniques d’affichage participent au soutien au décodage en vue d'optimiser la fluence des dyslexiques,,.
Les leviers typographiques, dont l'augmentation de l'espacement inter-lettre, ont vocation à réduire le nombre d'erreurs dans la lecture, donc d'en accroître la vitesse, et de réduire la fatigue en résultant.
Quant à la confirmation audio, dite aussi boucle audio-phonatoire, elle favorise la bonne correspondance graphie-phonie.
En s'appuyant sur le fait que 80 à 90% des lecteurs en difficultés ont des habiletés déficitaires en consciences phonologique, l'orthophoniste et docteure en sciences de l'éducation Dominique Crunelle définit les capacités phonologiques comme « les prédicteurs les plus fiables de l’apprentissage de la lecture ».
Aussi, l'auteure Tiphanie Jourdain et le neurologue Michel Habib montrent que l’entrainement à la conscience phonologique améliore les performances de lecture des DYS. La mise en relief des lettres muettes, des rimes, des syllabes et des phonèmes contribuent au travail de cette conscience.

### L'exploration spatiale
L’exploration spatiale aide à identifier les segments linguistiques.
Atalia H. Weiss, chercheur en neuropsychologie à l'Université Hébraïque de Jérusalem, révèle qu'en l'absence d'indices séparant les unités signifiantes, la difficulté de lecture par groupe de mots crée une incompréhension de l'écrit chez un individu qui, pourtant, comprend le même texte à l'oral. Marco Zorzi, chercheur en neurosciences cognitives et computationnelles au département de psychologie générale de l'Université de Padova, préconise d'augmenter l'espacement des marges en vue de pallier le défaut d'attention visuo-spatiale chez les dyslexiques.
Ainsi, Nathalie Bedoin, enseignante-chercheuse et maître de conférence en psychologie à l'Université Lyon 2, démontre que les critères de segmentation impliquent principalement soit la similarité soit la régularité d’ordre spatiale
Dans ce cadre, la mise en surbrillance par le format FROG de la ligne en cours de lecture aide au parcours de l’œil ainsi qu'au soulagement de la fatigue perceptive et attentionnelle.
Par ailleurs, l’encombrement visuel résulte aussi des informations comprises dans les illustrations. Les cartes mentales, qui facilitent le décodage du texte par l’image, passent par la stricte figuration des informations textuelles, sans fatras supplémentaire.

### La compréhension
La principale difficulté des DYS est de faire correspondre un son à une graphie.
Dès lors, l’utilisation par voix humaine du canal auditif permet à l’apprenant d’associer et d’identifier les sons aux syllabes et inversement.
L’écoute audio est par ailleurs multi-sensorielle. Elle présente donc les mots de façon bimodale ce qui permet une meilleure perception et mémorisation qui, ensuite, se transforme en automatisation et permet l’anticipation de la compréhension.
L'autre difficulté importante requiert de savoir avec exactitude de qui on parle. Selon la spécialiste de la dyslexie Barbara Hoi, ce problème explicite peut être pallié par un enrichissement ou une explicitation des pronoms.